# Eurystomus
Eurystomus é um gênero zoológico da família Coraciidae que foi descrito por Vieillot em 1816.

## Espécies
Esta género compreende quatro espécies:
- Rolieiro-de-bico-amarelo, Eurystomus glaucurus
- Rolieiro-de-garganta-azul, Eurystomus gularis
- Rolieiro-oriental, Eurystomus orientalis
- Rolieiro-das-molucas, ou rolieiro-de-halmahera Eurystomus azureus [2]